# 8608-as mellékút (Magyarország)
A 8608-as számú mellékút egy közel 7,5 kilométer hosszú, négy számjegyű országos közút Győr-Moson-Sopron vármegye déli részén; Mihályi és Himod községek közt húzódik.

## Nyomvonala
Mihályi központjában ágazik ki a 8603-as útból, annak a 13+350-es kilométerszelvénye közelében, észak felé, Kossuth Lajos utca néven. Bő 900 méter után szeli át a község északi határát és lép be a vele itt teljesen összeépült Kisfalud határai közé. Ott egy darabig ugyancsak Kossuth Lajos utca a neve, majd a faluközpontot elhagyva, bő másfél kilométer megtételét követően nyugatnak fordul, onnantól Petőfi Sándor utca néven folytatódik. Kevéssel ezután átszeli a Kis-Rába folyását, majd annak egy mellékágát is; a legnyugatibb községrészben a Vágóhíd utca nevet viseli.
2,5 kilométer megtétele után, kevéssel a legnyugatibb fekvésű kisfaludi házak elhagyását követően keresztezi a Kapuvár és Celldömölk közti, ezen a szakaszán pont észak-déli irányban húzódó 8611-es utat, amely itt valamivel 8,5 kilométer megtétele után jár. A 4. kilométerénél lépi át Himod határát, 4,6 kilométer után elhalad Miklósmajor külterületi településrész déli széle mellett, nagyjából egy kilométerrel arrébb pedig Tölösmajor községrészt érinti, majd ott áthalad a Répce folyása felett. Himod belterületének keleti szélén ér véget, utolsó méterein a Kisfaludy utca nevet viselve, beletorkollva a 8613-as útba, annak a 7+500-as kilométerszelvénye táján.
Teljes hossza, az országos közutak térképes nyilvántartását szolgáló kira.gov.hu adatbázisa szerint 7,417 kilométer.

## Települések az út mentén
- Mihályi
- Kisfalud
- Himod